# Наулатикау
Рату Наулатикау (Наулатикау I) (? — 1770) — первый полулегендарный правитель (вунивалу) фиджийского государства Мбау и основатель последующей династии вождей Мбау.
Достоверных сведений о Наулатикау не сохранилось, поскольку первый контакт фиджийцев с европейцами произошёл в 1791 году, уже после смерти вунивалу. Существует мнение о том, что существование Наулатикау может быть надуманным, но это маловероятно, ввиду того, что линия его прямых потомков чётко прослеживается.
Наулатикау умер в 1770 году, передав трон своему сыну Мбануве Мбалеиваваланги.